# CAMS 37
Le CAMS 37 est un hydravion militaire de l'entre-deux-guerres réalisé en 1924 en France par les Chantiers aéro-maritimes de la Seine (CAMS).

## Pays opérateurs
France
- Force maritime de l'aéronautique navale
- Aéronautique militaire

 Portugal
- Marine portugaise : 6 achetés en 1929 avec un moteur V12 Hispano-Suiza de 450 ch. Entre autres, quatre sont utilisés à partir du cargo transformé en transport d'hydravions Cubango durant la révolte de Madère en 1931[1].